# Lijst van voetbalinterlands België - Polen
Deze lijst van voetbalinterlands is een overzicht van alle officiële voetbalwedstrijden tussen de nationale teams van België en Polen. De landen hebben tot op heden 21 keer tegen elkaar gespeeld. De eerste ontmoeting, een vriendschappelijke wedstrijd, werd gespeeld in Brussel op 11 oktober 1931. Het laatste duel, een groepswedstrijd tijdens de UEFA Nations League 2022/23, vond plaats op 14 juni 2022 in Warschau. 

## Wedstrijden
| №  | Plaats    | Datum             | Competitie                  | Wedstrijd      | Uitslag |
| -- | --------- | ----------------- | --------------------------- | -------------- | ------- |
| 1  | Brussel   | 11 oktober 1931   | Vriendschappelijk           | België − Polen | 2 − 1   |
| 2  | Warschau  | 4 juni 1933       | Vriendschappelijk           | Polen − België | 0 − 1   |
| 3  | Brussel   | 16 februari 1936  | Vriendschappelijk           | België − Polen | 0 − 2   |
| 4  | Łódź      | 27 mei 1939       | Vriendschappelijk           | Polen − België | 3 − 3   |
| 5  | Warschau  | 23 mei 1962       | Vriendschappelijk           | Polen − België | 2 − 0   |
| 6  | Brussel   | 7 april 1965      | Vriendschappelijk           | België − Polen | 0 − 0   |
| 7  | Chorzów   | 21 mei 1967       | EK 1968 kwalificatie        | Polen − België | 3 − 1   |
| 8  | Brussel   | 8 oktober 1967    | EK 1968 kwalificatie        | België − Polen | 2 − 4   |
| 9  | Luik      | 17 april 1974     | Vriendschappelijk           | België − Polen | 1 − 1   |
| 10 | Brussel   | 2 april 1980      | Vriendschappelijk           | België − Polen | 2 − 1   |
| 11 | Barcelona | 28 juni 1982      | WK 1982                     | Polen − België | 3 − 0   |
| 12 | Warschau  | 17 april 1984     | Vriendschappelijk           | Polen − België | 0 − 1   |
| 13 | Brussel   | 1 mei 1985        | WK 1986 kwalificatie        | België − Polen | 2 − 0   |
| 14 | Chorzów   | 11 september 1985 | WK 1986 kwalificatie        | Polen − België | 0 − 0   |
| 15 | Brussel   | 6 juni 1990       | Vriendschappelijk           | België − Polen | 1 − 1   |
| 16 | Szczecin  | 21 augustus 2002  | Vriendschappelijk           | Polen − België | 1 − 1   |
| 17 | Brussel   | 30 april 2003     | Vriendschappelijk           | België − Polen | 3 − 1   |
| 18 | Brussel   | 15 november 2006  | EK 2008 kwalificatie        | België − Polen | 0 − 1   |
| 19 | Chorzów   | 17 november 2007  | EK 2008 kwalificatie        | Polen − België | 2 − 0   |
| 20 | Brussel   | 8 juni 2022       | UEFA Nations League 2022/23 | België − Polen | 6 − 1   |
| 21 | Warschau  | 14 juni 2022      | UEFA Nations League 2022/23 | Polen − België | 0 − 1   |

## Samenvatting
| Competitie          | Totaal gespeeld | Winst België | Gelijk | Winst Polen | Doelsaldo België – Polen |
| ------------------- | --------------- | ------------ | ------ | ----------- | ------------------------ |
| WK-eindronde        | 1               | 0            | 0      | 1           | 0 − 3                    |
| WK-kwalificatie     | 2               | 1            | 1      | 0           | 2 − 0                    |
| EK-kwalificatie     | 4               | 0            | 0      | 4           | 3 − 10                   |
| UEFA Nations League | 2               | 2            | 0      | 0           | 7 − 1                    |
| Vriendschappelijk   | 12              | 5            | 5      | 2           | 15 − 13                  |
| Totaal              | 21              | 8            | 6      | 7           | 27 − 27                  |

Wedstrijden bepaald door strafschoppen worden, in lijn met de FIFA, als een gelijkspel gerekend.

## Details

### Zesde ontmoeting
| Vriendschappelijk (Brussel, België, 7 april 1965): |       |       |
| België                                             | 0 – 0 | Polen |
|                                                    | goals |       |

### Tiende ontmoeting
| Vriendschappelijk (Brussel, België, 2 april 1980): |       |                   |
| België                                             | 2 – 1 | Polen             |
| Ludo Coeck 38' Erwin Vandenbergh 65'               | goals | 65' Grzegorz Lato |

### Elfde ontmoeting
| WK-eindronde (Barcelona, Spanje, 28 juni 1982): |              | |
| België | 0 – 3        | Polen |
| | goals        | 4' Zbigniew Boniek 26' Zbigniew Boniek 53' Zbigniew Boniek |
| Guy Thys | bondscoach   | Antoni Piechniczek |
| Theo Custers Michel Renquin Luc Millecamps Walter Meeuws Gerard Plessers 88' Wilfried Van Moer 46' Ludo Coeck Frank Vercauteren Jan Ceulemans Erwin Vandenbergh Alex Czerniatynski | opstellingen | Józef Młynarczyk Marek Dziuba Stefan Majewski Władysław Żmuda Paweł Janas Waldemar Matysik 82' Janusz Kupcewicz Andrzej Buncol Grzegorz Lato Włodzimierz Smolarek Zbigniew Boniek |
| François van der Elst 46' Marc Baecke 88' | wissels      | 82' Włodzimierz Ciołek |
| | gele kaarten | 48' Włodzimierz Smolarek |